# Schoenoxiphium altum
Schoenoxiphium altum är en halvgräsart som beskrevs av Ilkka Toivo Kalervo Kukkonen. Schoenoxiphium altum ingår i släktet Schoenoxiphium och familjen halvgräs. Inga underarter finns listade i Catalogue of Life.